# Manoir de Cantizac
Le manoir de Cantizac est situé à Séné en France.

## Localisation
Le manoir est situé sur le territoire de la commune de Séné, au lieu-dit Cantizac, dans le département du Morbihan en région Bretagne.

## Description
Le manoir date du XVe siècle, édifice à un étage carré construit en pierre de taille de granite. Toiture à longs pans recouverte d'ardoises, pignon découvert. Escalier dans-œuvre.

## Historique
Le manoir date de la fin du XVe siècle, il appartient aux Coëtlagat. Modifications intérieure du rez-de-chaussée (couloir, escalier) dans la première moitié du  XVIIIe siècle, après acquisition par les religieuses de la Visitation de Vannes. Puits du XVIIIe siècle. Au XVe siècle : construction d'une aile de communs est, du logement est en prolongement du logis. Logement ouest existant probablement au XVe siècle. Modifié au XVe siècle. Colombier existant au XVe siècle et figurant sur le plan cadastral en 1810 détruit avant 1844. Moulin à marée existant au XVIIIe siècle, restauré. Vivier signalé sur les deux cadastres du 1XIXe siècle.
Il est inscrit à l'inventaire général du patrimoine culturel en 1988.